# Escudo de Albiñana

Representación del escudo de armas de Albiñana.

El escudo de armas de Albiñana se describe según la terminología precisa de la heráldica, por el siguiente blasón:

De oro, un dextrógiro vestido, de sable, empuñando una espada, de lo mismo, y acompañado en punta de un corazón, de gules.

La composición presenta pues, sobre un fondo de color amarillo, dos figuras principales: un brazo diestro con una espada que surge desde el lado derecho visual, de color negro, y un corazón de color rojo en la parte inferior. 
Dentro de las posibilidades admitidas por las reglas del blasón, el diseño del conjunto suele encontrase habitualmente representado por un contorno en forma de cuadrado apoyado sobre una de sus aristas (escudo de ciudad), y acompañado en la parte superior de un timbre en forma de corona mural, configuración muy difundida en Cataluña al haber sido adoptada por la administración en sus recomendaciones para el diseño oficial.
La adopción del escudo oficialmente por el concejo fue aprobado por la Generalidad de Cataluña mediante su Decreto 84/1987 de 20 de febrero de 1987, y publicado en el DOGC n.º 819 de 23 de marzo.
Las figuras que representan un brazo diestro empuñando una espada así como la de un corazón han sido emblemas tradicionalmente empleados por el municipio.